# 島の娘
「島の娘」（しまのむすめ）は、1932年（昭和7年）12月20日にビクターレコードから発売された流行歌で小唄勝太郎の代表曲。作詞長田幹彦、作曲佐々木俊一。
当時、ビクターはA面曲を四家文子の「踊り子の唄」とし、B面曲を新人の勝太郎の「島の娘」として発売したが、「島の娘」が思いのほか好調だったので、途中から「島の娘」に宣伝を集中し、瞬く間に全国的な大ヒットとなった。
始まり方が「ハァ」で始まる「ハァ小唄」の先駆的な曲である。4番まであるが、3番は録音時間の関係で省略されており、歌詞カードに記載されるのみとなっている。

## 解説
この歌は単純に拍子を刻むのではなく、勝太郎が決まったところをためて歌うのが特徴である。その部分は無伴奏になり、勝太郎の美声や歌唱技術を十分に堪能できる。当時は同時録音であったのでオーケストラと勝太郎の息がピタリと合っていなければならないのでなかなかうまく行かず、また勝太郎が向こう10年大好物の肉を絶つと言ってヒットを祈願していたので緊張もあって、30回以上録音をやり直したが、その甲斐あって勝太郎の代表曲となった。
この歌は曲が先に書かれた。そのため、歌詞の冒頭の「島で育てば」の「島（しま）」のアクセントが「志摩」に聞こえると指摘されている。
1932年大晦日のラジオで勝太郎が出演し「島の娘」を歌ったところ、レコードが飛ぶように売れだした。発売当時のレコード売上は50万枚。1968年時点では150万枚を超えているともいう。
これ以前にも「柳の雨」などのヒットはあったが、やはりこの「島の娘」で勝太郎人気が決定的となり、市丸とともに「勝市時代」「市勝時代」と騒ぎ立てられる時代に入る。
戦争に突入すると、「島の娘」は政府当局（内閣情報部）から「歌詞に問題アリ」とされ、1番の歌詞が改変されたが、結局は発禁処分となり歌うことも禁じられてしまった。戦後、勝太郎はビクターを離れたがステージ等ではこの歌をよく歌い、昭和40年代のなつメロブームにおいてはビクターからステレオ録音で吹き込み直した「島の娘」も発売されている。テレビ番組でもよくこの歌を歌ったが、そのときは先に述べた「ため」の部分では指揮者が指揮棒を止め、通常の拍子に戻ったら指揮を再開しオーケストラも演奏するという方法をとっていた。また三味線の伴奏もついているが、高調子であるために糸が切れ易く、そのため勝太郎の三味線は通常のものより棹を短くして糸が切れるのを防いでいたとのことである。
1975年放送の桃屋「ごはんですよ!」のテレビCM「懐メロ篇」において三木のり平が「島の娘」を歌った。